# アンソニー・マン
アンソニー・マン（Anthony Mann, 本名：Emil Anton Bundesmann, 1906年6月30日 - 1967年4月29日）はアメリカ合衆国の映画監督。

## 略歴
サンディエゴ出身。両親はオーストリアから移住したユダヤ人。
俳優としてオフ・ブロードウェイなどの舞台で活躍。1940年代前半に助監督となり、映画製作に携わるようになる。
1940年代後半から「T-Men」「Raw Deal」などのフィルム・ノワール作品をヒットさせる。50年代に入ると、ジェームズ・ステュアートとのコンビによる西部劇を中心とする作品でヒット作を連発して、ハリウッド黄金期の一役を担った。
1960年の映画『スパルタカス』は当初マンが監督であったが、撮影方針をめぐって主演兼・製作総指揮のカーク・ダグラスと衝突し、解任されてしまった。その後任として選ばれたのが、スタンリー・キューブリックである。ただし、冒頭のシーンはマンが演出したものがそのまま使用されている。
1967年4月29日、ベルリンで『殺しのダンディー』の撮影中に心臓発作で急死。60歳。作品は主演のローレンス・ハーヴェイが監督代行を兼ねて完成させた。

## 主な作品
- ウィンチェスター銃'73 Winchester '73 (1950)
- 復讐の荒野 The Furies (1950)
- 怒りの河 Bend of the River (1952)
- 裸の拍車 The Naked Spur (1953)
- 雷鳴の湾 Thunder Bay (1953)
- グレン・ミラー物語 The Glenn Miller Story (1953)
- 遠い国 The Far Country (1954)
- 戦略空軍命令 Strategic Air Command (1955)
- ララミーから来た男 The Man from Laramie (1955)
- 胸に輝く星 The Tin Star (1957)
- 西部の人 Man of the West (1958)
- シマロン Cimarron (1960)
- エル・シド El Cid  (1961)
- ローマ帝国の滅亡 The Fall of the Roman Empire (1964)
- テレマークの要塞 The Heroes of Telemark (1965)
- 殺しのダンディー A Dandy in Aspic (1968)